# Johann Gottfried Frisch
Johann Gottfried Frisch (* 1656 oder um 1661; † 1732 in Bogen) war ein niederbayerischer Bildhauer und Tischler.

## Leben
Johann Gottfried Frisch war in Bogen tätig. Er heiratete dort 1678 oder 1679 Margaretha Strassmayr, die Witwe des Bildhauers Andreas Strassmayr (1646–1678). Aus der Ehe gingen mindestens zwei Söhne hervor: Leonhard (erwähnt 1689 als „junger Bürgerssohn“) und Bernhard (1679–1742), der zunächst Bildhauer war, später auch Hofwirt zu Oberaltaich. 1724 hatte Friedrich Strassmayr, wohl ein Stiefsohn, die Bogener Bildhauergerechtigkeit inne und Johann Gottfried Frisch führte nur noch „im Austrag“ kleinere Arbeiten aus. 

## Geburtsjahr und Herkunft
1719 wird Johann Gottfried Frisch als „ungefähr 58 Jahre alt“ bezeichnet. Damit wäre er um 1661 geboren worden. Dies kann jedoch kaum zutreffen, da er bei der Heirat erst 17 oder 18 Jahre alt gewesen wäre. Vermutlich war er ein Sohn des aus Linz stammenden Bildhauers Johannes Frisch und ein jüngerer Bruder von Johann Christian Frisch. Demnach wäre er 1656 in Linz geboren und ab ca. 1665 in Stadtamhof aufgewachsen.

## Werke
Zu den gesicherten Werken von Frisch gehören Holzfiguren der Heiligen Florian und Sebastian in der katholischen Pfarrkirche St. Florian in Bogen, zwei Chorbogen-Retabel in der katholischen Kirche St. Veit in Straubing und das Modell für die 1709 aufgestellte Dreifaltigkeitssäule auf dem Theresienplatz in Straubing, ausgeführt von Adam Hamerl.